# 梅田邦夫
梅田 邦夫（うめだ くにお、1954年〈昭和29年〉3月10日 - ）は、日本の元外交官。外務省国際協力局長を経て、2014年（平成26年）1月28日からブラジル駐箚特命全権大使、2016年（平成28年）10月21日からベトナム駐箚特命全権大使を歴任した後、2020年に外務省を退職。

## 経歴・人物

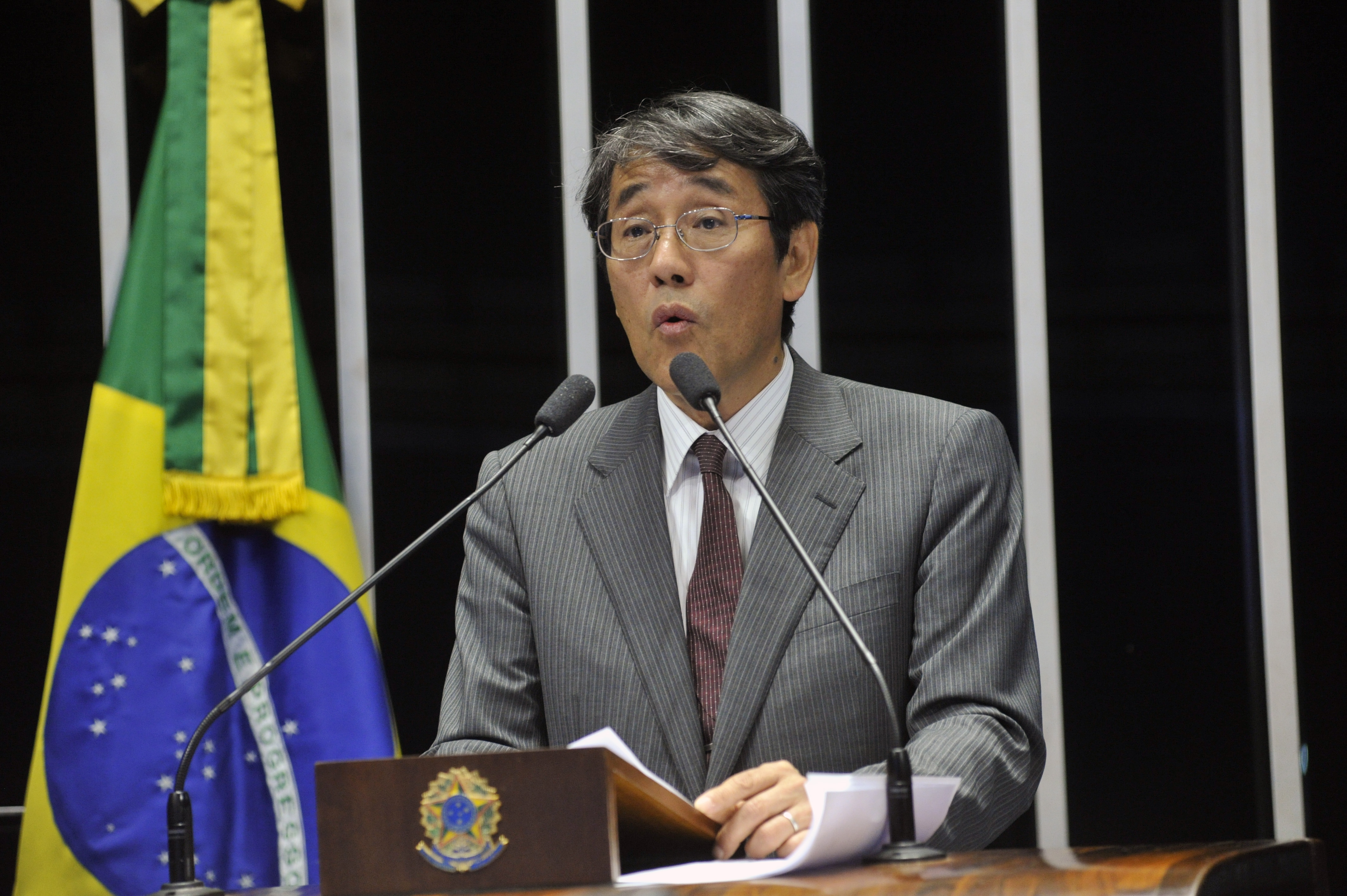
日伯友好120周年を記念して連邦上院本会議で演説する様子

広島県出身。明星中学校・高等学校 (大阪府)を卒業後、1977年（昭和52年）10月京都大学法学部在学中に外務公務員採用上級試験に合格する。1978年（昭和53年）京大法学部を卒業して、外務省に入省した。
- 1978年（昭和53年）8月 外務省情報文化局文化事業部
- 1979年（昭和54年）
  - 1月 外務省アメリカ局中南米第一課
  - 4月 駐スペイン大使館外交官補
- 1981年（昭和56年）7月 外務省外務大臣官房在外公館課
- 1983年（昭和58年）1月 外務省経済局総務参事官室
- 1984年（昭和59年）11月 経済協力開発機構（OECD）政府代表部二等書記官
- 1988年（昭和63年）1月 駐インドネシア大使館一等書記官
- 1990年（平成2年）8月 大蔵省主計局法規課課長補佐
- 1991年（平成3年）6月 大蔵省主計局主計官補佐
- 1993年（平成5年）7月 外務省大臣官房報道課首席事務官
- 1995年（平成7年）7月 外務省アジア局南東アジア第二課長
- 1996年（平成8年）7月 外務省アジア局地域政策課長
- 1997年（平成9年）7月 駐ペルー大使館参事官兼リマ総領事
- 1998年（平成10年）9月 在アメリカ合衆国日本国大使館参事官
- 1999年（平成11年）6月 国際連合日本政府代表部公使
- 2002年（平成14年）9月 外務省大臣官房人事課長
- 2004年（平成16年）9月 外務省大臣官房参事官（監察査察担当）
- 2005年（平成17年）
  - 5月 兼総合外交政策局
  - 8月 兼アジア大洋州局
  - 9月 総合外交政策局併任解除
- 2006年（平成18年）12月 在中国日本国大使館公使
- 2010年（平成22年）8月 外務省アジア大洋州局南部アジア部長[1]
- 2012年（平成24年）9月 外務省国際協力局長
- 2014年（平成26年）1月28日 ブラジル駐箚特命全権大使[2]
- 2016年（平成28年）10月21日からベトナム駐箚特命全権大使[3]
- 2020年（令和2年）
  - 3月 ベトナム駐箚特命全権大使の任期満了に伴い、ベトナム政府より友好勲章を受章[4]
  - 4月 外務省を退職[5]
  - 5月 日本経済研究所上席研究主幹[6]

## 同期
- 宮家邦彦（キヤノングローバル戦略研究所研究主幹、立命館大学客員教授）
- 新井勉（13年駐カメルーン大使）
- 小井沼紀芳（13年駐ザンビア大使）
- 大嶋英一（12年駐フィジー大使）
- 辻優（13年駐オランダ大使・12年駐クロアチア大使）
- 水上正史（12年駐アルゼンチン大使・10年外務省中南米局長）
- 菅沼健一（12年駐ブルネイ大使・09年駐ジュネーブ日本政府代表部大使）
- 猪俣弘司（13年駐パキスタン大使・10年駐サンフランシスコ総領事）
- 貝谷俊男（13年駐グルジア大使）
- 二石昌人（13年駐ブルキナファソ大使）
- 篠原守（13年駐コスタリカ大使）
- 岡田憲治（16年駐ベネズエラ大使）
- 松富重夫（14年駐イスラエル大使・12年外務省国際情報統括官・10年外務省中東アフリカ局長）
- 草賀純男（13年ニューヨーク総領事）
- 軽部洋（16年駐コンゴ民主共和国大使）

## 著作
- 『ベトナムを知れば見えてくる日本の危機: 「対中警戒感」を共有する新・同盟国』小学館、2021年5月。ISBN 978-4093888233
- 『ブラジル日系人の日本社会への貢献』東京図書出版、2023年10月。ISBN 978-4866416939